# Sudden Lights
Sudden Lights је летонски инди рок бенд, основан 2012. године у Риги. Бенд чине Андрејс Реинис Зитманис (вокал), Мартинш Матис Земитис (бубњеви), Карлис Матисс Зитманис (гитара) и Карлис Вартинш (бас). У фебруару 2023, група је победила на Супернови 2023. са песмом Aijā и представљаће Летонију на Песми Евровизије 2023.
Sudden Lights је један од најпродаванијих извођача у Летонији. Свирају комбинацију поп рока са благим алтернативним додирима. Музика бенда карактерише певљиве мелодије и меланхоличне ноте. Музичари групе поседују мултиинструменталистичко знање.

## Историја
Групу су 2012. године основали Андрејс Реинис Зитманис и Мартинш Матис Земитис када су обоје студирали на Музичкој школи Павулс Јурјанс у Риги. Додатни чланови Карлис Матис Зитманис и Карлис Вартинш придружили су се групи 2014.
Група је 2015. освојила Pirmā plate, такмичење за нове музичаре у Првој ригиној гимназији. Прва награда конкурса била је прилика за снимање песме. Група је искористила своју награду да сними песму Tik Savādi, која је постала њихова прва објављена песма.
22. септембра 2017. бенд је објавио свој деби албум Priekšpilsētas, који садржи 10 песама на летонском и енглеском језику. Први самоорганизовани концерт групе, на којем су извели песме са албума, одржан је у музичкој кући Дајле у Риги 12. априла 2018. године.
Почетком 2018. године, Sudden Lights су учествовали на Супернови 2018, летонском националном изборном такмичењу за Песму Евровизије 2018, са својом песмом Just Fine, завршном нумером њиховог деби албума, и заузели друго место.
У почетку, група није успела да се квалификује у полуфинале, али је жири LTV-а одлучио да им омогући приступ кроз џокер место у финалу. Добивши другу шансу, група је наступила у финалу и завршила на 2. месту.
Објавом свог тринаестог студијског албума About the Boy Who Plays the Tin Drum 2018. године, летонски поп-рок бенд Brainstorm најавио је концертну турнеју, на коју су повели Sudden Lights као тачку за загревање за све своје концерте. 60.000 људи присуствовало је завршном концерту турнеје на отвореној сцени Межапаркс у Риги.
11. октобра 2019. изашао је други албум групе, Vislabāk ir tur, kur manis nav. Крајем фебруара 2020. група је започела своју прву концертну турнеју у Летонији. Наступали су у Валмиери, Лиепаји и Алукснеу пре него што их је пандемија ковида-19 приморала да откажу завршни концерт заказан за 20. март у Риги.
Трећи албум групе, Miljards vasaru, објављен је у мају 2022., а концертна турнеја албума одржана је у четири летонска града у јесен 2022. Miljards vasaru је номинован за летонску дискографску награду Zelta Mikrofons 2023. као најбољи поп албум. Снимак концерта је номинован као и дизајн албума, а две песме су номиноване од стране публике.
Група је 2023. године освојила 2. место са синглом Laternas на такмичењу песама летонског радија Muzikālā Banka.
Sudden Lights су учествовали на такмичењу Супернова 2023. који је организовала Летонска телевизија са песмом Aijā. Група је победила на такмичењу и тиме стекла право да представља Летонију на Песми Евровизије 2023. Треба да наступе у првој половини првог полуфинала.

## Дискографија

### Студијски албуми
- (2017)
- (2019)
- (2022)

### Синглови
- (2015)
- (2016)
- (2017)
- (2017)
- (2018)
- (2019)
- (2019)
- (2019)
- (са ; 2020)
- (2020)
- (2021)
- (2021)
- (2021)
- (2022)
- (са ; 2022)
- (2022)
- (2023)